# 孔泰斯库尔
孔泰斯库尔（法語：Contescourt）是法国皮卡第大区埃纳省的一个市镇，属于圣康坦区圣西门县。该市镇2009年时的人口为61人。

## 人口
孔泰斯库尔人口变化图示
| 数据来源：INSEE |